# Melin
Melin é uma comuna francesa na região administrativa de Borgonha-Franco-Condado, no departamento de Alto Sona. Estende-se por uma área de 5,73 km². Em 2010 a comuna tinha 60 habitantes (densidade: 10,5 hab./km²).